# La Moderna
La Moderna (originalmente conhecida como La Exquisita ou Salón de té La Moderna), é uma telenovela espanhola produzida pela Mediawan em parceria com a RTVE e Boomerang TV. Estreou no canal La 1 em 27 de setembro de 2023 e é uma adaptação livre do livro Tea Rooms. Mujeres obreras, escrito por Luisa Carnes e publicado em 1934.
Em janeiro de 2023, foi anunciada a renovação da novela para uma segunda temporada, composta por 116 episódios. Em junho de 2024, a RTVE confirmou a produção de uma terceira temporada, que contará com 85 episódios.
La Moderna foi indicada pela Academia Internacional das Artes e Ciências Televisivas ao prêmio de melhor telenovela no Emmy Internacional 2024.

## Sinopse
Em 1930, a Sala de Chá La Moderna, localizada nas proximidades da Puerta del Sol em Madrid, é um lugar distinto no coração da capital. Matilde (Helena Ezquerro) vive com sua mãe, Rosário (Miryam Gallego), e os três irmãos. Ela chega à sala de chá em busca de trabalho, onde reencontra Iñigo (Almagro San Miguel), um antigo amor do passado, que agora é o braço direito de Don Jaime (José Luis García Pérez), um influente empresário da cidade.

## Elenco
- Helena Ezquerro como Matilde Garcés Martin
- Almagro São Miguel	como Íñigo Peñalver
- Stéphanie Magnin como Carla da Cruz
- Sara Rivero como Tereza
- Teresa Hurtado de Ory	como Antônia
- Miryam Gallego	como Rosário Martin
- Norma Ruiz como Concha "Conchita" Garcés
- Lorea Carballo	como Martha Trujillo
- Berta Castane	como Luisa Garcés Martin
- Rodrigo Simão	como Pablo Garcés Martin
- Cosette Silguero	como Clara "Clarita" Garcés Martín
- Bárbara Mestanza	como Trindade "Trini"
- Llorenç González	como Miguel
- Berta Galo como	Laura "Laurita" Valbuena Villanueva
- Carlos Sanjaime	como Fermín Villanueva
- Alba Gutiérrez como	Inês Valbuena Villanueva
- Xabier Murua	como Elias
- Carlos Librado "Nenê"	como Francisco Cañete
- Andrea Fiorillo	como Peter
- Maria José Parra	Ter esperança
- Pablo Álvarez	como Raimundo
- Alcárazu alemão	como Emílio
- Kino Gil	como Manuel Velasco
- Carlos Serrano Clark	como Jacobo Morcuende/Félix Opeña
- Eduardo Velasco	como Cecílio Valbuena
- José Luis García Pérez	como Jaime de Morcuende
- Óscar Rabadan	como Ildefonso Aguirre
- Alex Adrover	como Mário Garcia
- Begoña Maestre	como Lázara de Villanueva
- Eva Pedraza	como Bárbara da Cruz
- Manuel Bandera	como Fábio Del Moral
- Carlota Baro como Célia Silva
- Miguel Ángel Muñoz	como César Morel
- Alberto Amarela como Agustín Comas Ferrer
- Madalena Tejado	como Paula Pedraza
- Jesus Mosquera	como Rodrigo Costa
- Miguel Hermoso	como Santuário Emiliano Pedraza
- Lola Marceli	como Maruja de Pedraza
- Diana Palazón	como Pepita Costa
- Sandra Marchena como Leonora
- Pepe Núfrio como Ivan Pedraza
- Clara Alvarado	como Mercedes Morel

## Prêmios e indicações
| Ano  | Prêmio                        | Categoria         | Indicado   | Resultado |
| 2024 | 52º International Emmy Awards | Melhor Telenovela | La Moderna | Indicado  |